# Monica Cirulli
Monica Cirulli (Roma, 2 de enero de 1982) es una deportista italiana que compitió en natación sincronizada. Ganó tres medallas en el Campeonato Europeo de Natación, en los años 2002 y 2004.

## Palmarés internacional
| Campeonato Europeo | Campeonato Europeo | Campeonato Europeo | Campeonato Europeo |
| Año                | Lugar              | Medalla            | Prueba             |
| ------------------ | ------------------ | ------------------ | ------------------ |
| 2002               | Berlín (Alemania)  | Medalla de bronce  | Equipo             |
| 2004               | Madrid (España)    | Medalla de plata   | Combinación libre  |
| 2004               | Madrid (España)    | Medalla de bronce  | Equipo             |